# Justin Prentice
Justin Prentice (ur. 25 marca 1994 r. w Los Angeles) – amerykański aktor filmowy i serialowy.

## Filmografia
- 2011: Terri jako Dirty Jack[2]
- 2011: iCarly jako Brad[2]
- 2012: Winx Club: Enchantix jako Andy / Deforestator[2]
- 2012: Me Again jako Colin[2]
- 2012–2013: Malibu Country jako Cash Gallagher[2]
- 2013: Legenda Korry  jako Jaya[2]
- 2015: Glee jako Darrell[2]
- 2015: W kręgu nienawiści jako Jim Greene[2]
- 2015: Sex, Death and Bowling jako nastoletni Rick[2]
- 2015–2016: iZombie jako Brody Johnson[2]
- 2016: Inna jako Patrick[2]
- 2016: Those Who Can't jako Bryce[2]
- 2017: Preacher jako Tyler[2]
- 2017–2020: Trzynaście powodów jako Bryce Walker[2]